# Elmar K. Jessberger
Elmar K. Jessberger (* 18. April 1943 in Eisenach; † 29. November 2017 in Heidelberg) war ein deutscher Physiker, Planetologe und Hochschullehrer.
Jessberger studierte Physik an den Universitäten München und Heidelberg, er schloss das Studium in Heidelberg als Dipl. Phys. im Jahr 1969 ab. 1971 wurde er durch die Fakultät für Physik der Universität Heidelberg zum Dr. rer. nat. promoviert. 1981 erfolgte die Habilitation und 1985 die Ernennung zum apl. Professor für Physik ebenfalls an der Universität Heidelberg. Von 1971 bis 1996 war er am Max-Planck-Institut für Kernphysik in Heidelberg tätig. 1996 wurde er Universitätsprofessor für Experimentelle und analytische Planetologie im Institut für Planetologie der Universität Münster. 2008 emeritierte er.
Jessberger erhielt ein Heisenberg-Stipendium der DFG (1979–1985) und war seit 1994 Fellow der Meteoritical Society. Der Asteroid (16231) Jessberger wurde nach ihm benannt. Er war u. a. Principal Investigator des Instruments MERTIS zur mineralogischen Kartierung des Planeten Merkur in der BepiColombo Mission der ESA und hatte Gastprofessuren an der University of New York, Stony Brook, der Washington University in St. Louis und der Universität Wien inne.
Jessberger war verheiratet mit Ulrike Jessberger. Ihre Söhne sind der Hamburger Rechtswissenschaftler Florian Jeßberger und der Zürcher Neurobiologe Sebastian Jessberger. Jessbergers Bruder war der Bochumer Bauingenieur Hans-Ludwig Jessberger.

## Belege
1. ↑  Traueranzeige Elmar K. Jessberger. In: Süddeutsche Zeitung. Süddeutscher Verlag, 2. Dezember 2017, abgerufen am 1. Dezember 2017.
2. ↑  Elmar K. Jessberger in der Small-Body Database des Jet Propulsion Laboratory (englisch).

| Personendaten    | Personendaten                                       |
| ---------------- | --------------------------------------------------- |
| NAME             | Jessberger, Elmar K.                                |
| KURZBESCHREIBUNG | deutscher Physiker, Planetologe und Hochschullehrer |
| GEBURTSDATUM     | 18. April 1943                                      |
| GEBURTSORT       | Eisenach                                            |
| STERBEDATUM      | 29. November 2017                                   |
| STERBEORT        | Heidelberg                                          |